# Après la pluie (Kouïndji)
Pour les articles homonymes, voir Après la pluie.
Après la pluie (en russe : После дождя) est un tableau du peintre russe Arkhip Kouïndji (1841/1842—1910), réalisé en 1879. Il fait partie de la collection de la Galerie Tretiakov (n° d'inventaire 883). Les dimensions du tableau sont de 102 × 159,.

## Histoire et description
Le tableau Après la pluie est exposé pour la première fois en 1879 lors de la 7e exposition des Ambulants, ensemble avec deux autres tableaux de Kouïndji Nord et Petit bois de bouleaux ,.
Le tableau représente un khoutor, hameau des steppes en Ukraine, illuminé par un soleil radieux, juste après un orage, alors que le ciel est encore noir et chargé de lourds nuages. L'herbe éclairée par le soleil est brillante, de couleur verte.
Les jeux de lumière de Kouïndji sont soulignés par John Ellis Bowlt qui fait de ce peintre un des meilleurs représentants du luminisme en Russie.
La toile est de la même année que Petit bois de bouleaux (1879) à une époque ou Kouïndji se lance dans une gamme de tons plus claire que celle des œuvres plus précoces.

## Critiques
Le critique d'art Vladimir Petrov écrit dans un article dédié au 150e anniversaire de la naissance de Kouïndji:
« ... Le dynamisme et l'électrisation de la nature méridionale sont particulièrement bien rendus dans ce tableau Après la pluie.
Le peintre capture le moment précis, où juste après qu'un orage se soit produit au dessus du khoutor, le ciel est encore couvert de nuages noirs, violets, qui fuient vers l'horizon, mais déjà les rayons du soleil font leur apparition, illuminant l'herbe et les toits humides des khatas, et dans l'air frais on s'attend à voir apparaître un arc en ciel. La peinture expressive du ciel exprime encore la puissance de l'orage qui vient de passer, et est réunie dans le tableau à des détails pittoresques comme l'image du cheval à robe baie (les éléments animaux sont souvent fort expressifs chez Kouïndji) »

## Autres tableaux
Kouïndji a réalisé plusieurs tableaux sur des sujets proches. L'un d'entre eux, Après l'orage (1879) se trouve dans les collections du musée d'art régional Nikanor Onatsky.

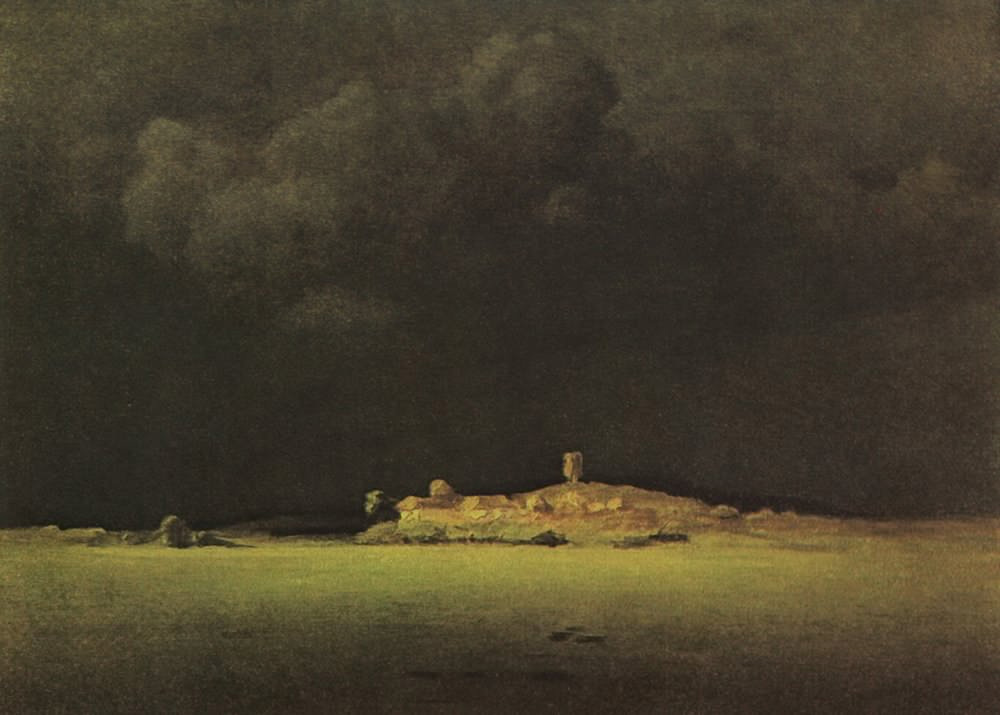
étude: Après la pluie 1879
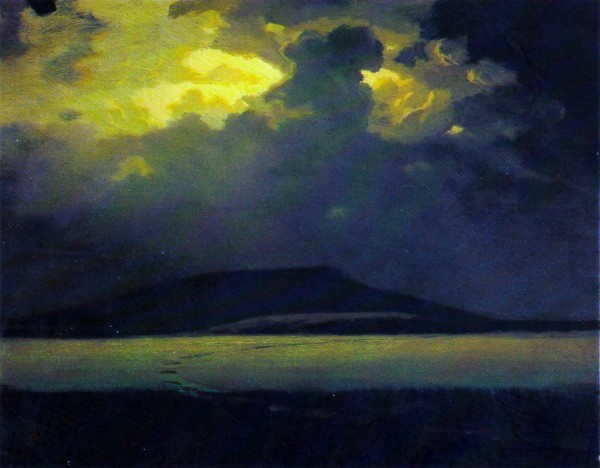
Après la pluie Musée Russe 1879
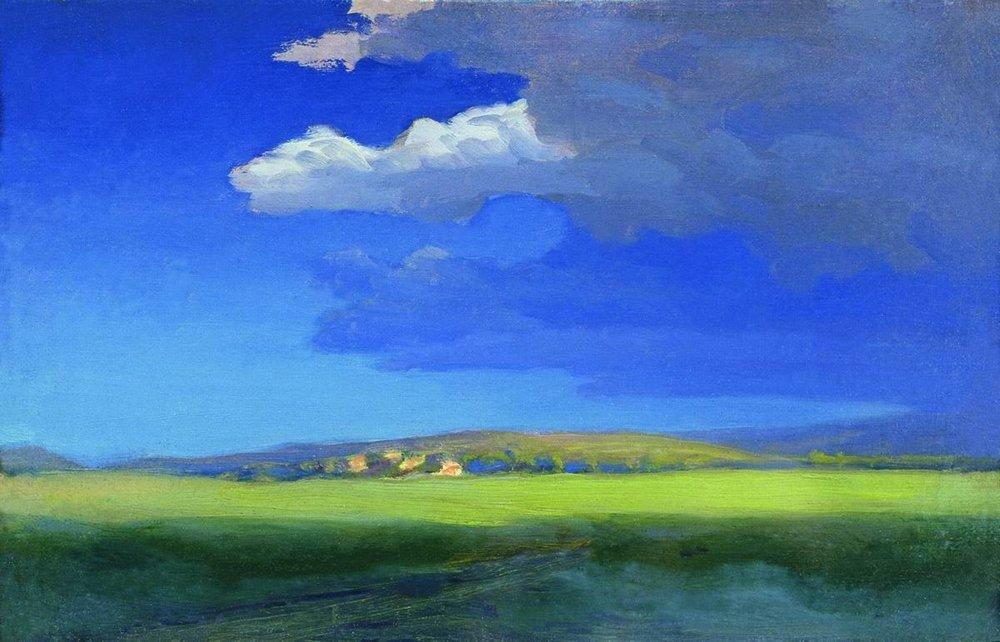
Après l'orage 1879
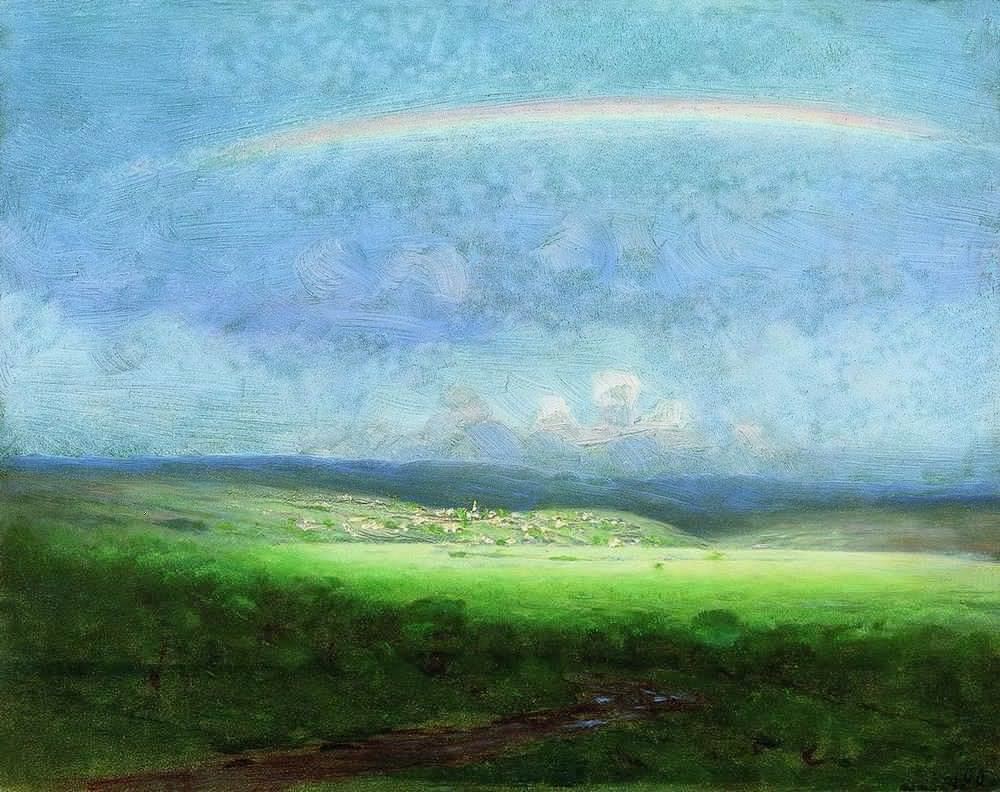
Arc-en-ciel après la pluie 1900